# Instant Messaging and Presence Service
Ein Instant Messaging and Presence Service (IMPS) ist ein Instant-Messaging-Dienst, der primär für mobile Endgeräte konzipiert ist. Es ist eine Weiterentwicklung des Wireless-Village-Protokolls, das von der Open Mobile Alliance (OMA) spezifiziert wird.
IMPS basiert auf XML, das mit WAP Binary XML auf zirka ein Zehntel der Übertragungsgröße komprimiert wird. Aktuell ist die Version 1.3.

## Kompatible Mobiltelefone
Viele der heute verkauften Mobiltelefone unterstützen IMPS von Haus aus. Bekannt ist eine Unterstützung durch folgende Geräten:
- Nokia: „My Presence“-Serie[1]
- Motorola: „IM“: V220, V500, V600, E398, V3
- Sony Ericsson: „Meine Freunde“: J300i, F500i, K300i, K500i, K600i, K700i, K750i, K790i, K800i, K810i, K850i, S700i, T206, T630, T637, V800, W550i, W800i, W810i, W880i, W890i, W900i, Z500A, Z800, Z1010
- Siemens: CX70, CX75, M65, SK65

Darüber hinaus gibt es Software anderer Anbieter zur nachträglichen Installation in Form von Symbian- und Java-ME-Software.